# شیست آبی

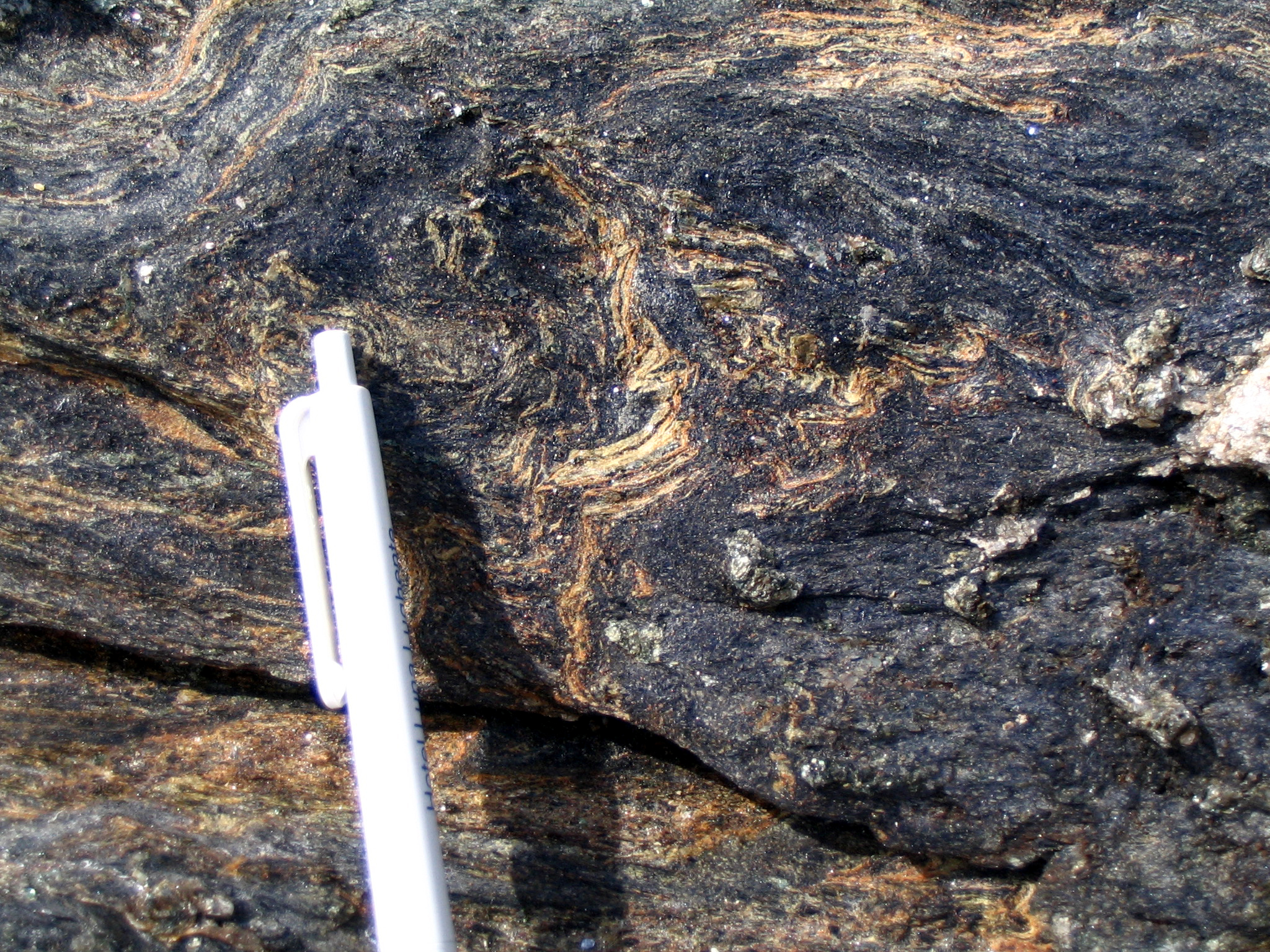
شیست آبی، ایله دِ گرویکس، فرانسه.

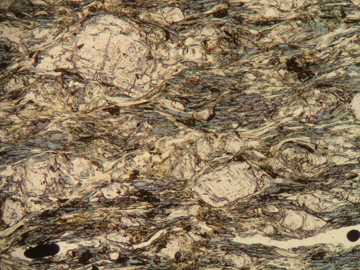
عکس میکروسکوپی مقطع نازک رخسارهٔ شیست آبی بازالتهای دگرگونی متعلق به سیوری حیصار، ترکیه

شیست آبی (به انگلیسی: Blueschist) که معمولاً با نام گلوکوفان شیست نیز خوانده می‌شود، سنگی متاولکانیک می‌باشد که به واسطهٔ دگرگونی بازالتها و سنگ‌هایی با ترکیب مشابه در فشار بالا و دمای پایین (۲۰۰ تا تقریباً ۵۰۰ درجه سیلسیوس) و تقریباً در اعماق ۱۵ الی ۳۰ کیلومتری داخل زمین ایجاد می‌شود. رنگ آبی این سنگ به دلیل غالب بودن کانی‌ها گلوکوفان و لاوسونیت می‌باشد.
به شکل معمول شیست آبی درون کمربندهای کوهزایی به عنوان مناطق سنگ شناختی چین خورده مرتبط با رخساره‌های شیست سبز یا ندرتاً اکلوژیت یافت می‌گردد.

## سنگ‌شناسی
شیست به عنوان نوعی سنگ به واسطهٔ حضور کانیهای گلوکوفان+(لاوسونیت یا اپیدوت)+/- ژادئیت+/- آلبیت یا  کلریت+/- گارنت+/- موسکویت درون سنگی با ترکیب شدیداً بازالتی شناسایی می‌گردد.
شیست آبی غالباً دارای ریزساختارهای لپیدوبلاستیک، نماتوبلاستیک یا شیست وارگی می‌باشد که در درجهٔ اول به واسطهٔ کانی‌های  کلریت، فنژیت به همراه میکای سفید، گلوکوفان و سایر کانی‌ها با حالت کشیده یا صفحه ای مشخص می‌گردد.
اندازهٔ دانه‌ها به ندرت درشت می‌باشد، زیرا رشد کانیها به واسطهٔ سرعت بالای سیر دگرگونی سنگ و شاید از همه مهمتر دمای پایین دگرگونی و در بسیاری از موارد بی آب بودن بازالتها به تأخیر می‌افتد. با این وجود انواع پورفیری نیز ایجاد می‌شوند. شیست‌های آبی ممکن است در رخنمون خود آبی، سیاه، خاکستری یا سبزآبی به نظر رسند.

## رخساره شیست آبی

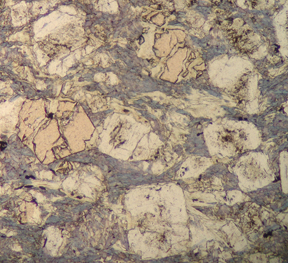
عکس میکروسکوپی گارنت- لاوسونیت- گلوکوفان شیست آبی متعلق به سیوری حیصار، ترکیه. میدان دید برابر با ۳ سانتی‌متر.

رخساره شیست آبی توسط شرایط دما و فشاری خاصی مشخص گردد که یک بازالت دگرگون شده برای ایجاد شیست آبی نیاز دارد. سنگ‌های فِلسیک و رسوبات پیلیتی که تحت شرایط رخسارهٔ شیست آبی در قرار دارند، می‌توانند مجموعهٔ کانیایی متفاوت تری به نسبت بازالتهای دگرگونی ایجاد نمایند. در نتیجه این سنگها به‌طور کلی آبی رنگ به نظر نمی‌رسند.
تنوع کانی‌شناسی شیست آبی توسط ترکیب سنگ مشخص می‌گردد اما مجموعهٔ متعادل رخسارهٔ شیست سبز عبارت است از:
- سنگهای اولترامافیک: سرپانتینیت/لیزاردیت+/- تالک+/- زوئیزیت
- پلیتها: کارفولیت آهن و منیزیم دار+/- کلریتوئید+/- کیانیت+ زوئیزیت+/- پارگازیت یا فنژیت+/- آلبیت+/- کوارتز+/- تالک+/- گارنت
- گرانیتها: کیانیت+/- پاراگونیت+/-  کلریت+/- آلبیت+/- کوارتز+/- پارگازیت یا فنژیت
- کالک سیلیکاتها: متنوع
- سنگ آهک یا مرمر: در فشارهای بالا کلسیت به آراگونیت تبدیل می‌گردد اما در صورت رخنمون به شکل معمول به کلسیت باز خواهد گشت.

رخسارهٔ شیست آبی معمولاً تحت فشارهای کمتر از ۰٫۶ گیگاپاسکال ( GPa ) معادل با عمق تدفینی بیش از ۱۵ الی ۱۸کیلومتر و در دماهایی مابین ۲۰۰الی ۵۰۰ درجه سانتی گراد تشکیل می‌گردد. این یک مسیر دگرگونی پیشروندهٔ دما پایین و فشار بالا می‌باشد و معمولاً بعد از این که این سنگ‌ها در سواحل غربی ایالات متحده رخنمون یافتند به عنوان توالی رخساره‌های فرانسیسکن شناخته شدند. بهترین شیست‌های آبی رخنمون یافته در یونان، ترکیه، ژاپن، نیوزیلند و نیوکالدونیا رخ داده‌است.

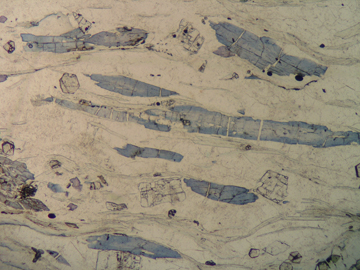
عکس میکروسکوپی رسوبات کوارتزی رخسارهٔ شیست آبی، سیوری حیصار، ترکیه.

فرورانش پیوستهٔ رخسارهٔ شیست آبی پوسته اقیانوسی باعث ایجاد مجموعه رخساره‌های اکلوژیت در بازالتهای دگرگونی (گارنت+ کلینوپیروکسن نوع اُمفاسیت) می‌گردد. سنگ‌هایی که تحت شرایط فرایند پیشروندهٔ شیست آبی قرار دارند به واسطهٔ هدایت گرمایی سنگ‌های پوسته ای داغ تحتانی در صورتی که در اعماق ۱۵ الی ۱۸ کیلومتری باقی بمانند گرما داده خواهند شد. شیست آبی که از طریق همین حالت بیش از ۵۰۰ درجه سانتی گراد حرارت ببیند وارد شرایط دما- فشاری رخساره‌های شیست سبز و اکلوژیت می‌گردد و مجموعهٔ کانیایی آن دگرگون می‌گردد تا منعکس کننده شرایط رخسارهٔ جدید باشد.
بنابراین برای اینکه مجموعه رخساره‌های شیست سبز در سطح زمین قابل روئیت باشند باید سریع حرکت کرده تا مانع از برهم خوردن تعادل گرمایی مطلق سنگ‌هایی که تحت شرایط رخسارهٔ شیست آبی با شیب زمین گرمایی معمول، گردد.
این گونه به نظر می‌رسد که شیست‌های آبی و سایر سنگ‌های متعلق به مناطق فرورانش فشار بالا به سرعت توسط جریان یا گسلش در گوهٔ برافزایشی یا مناطق فوقانی پوستهٔ فرورانده شده رخنمون یافته یا ممکن است در صورتی که سنگ‌های متابازالتی با پوستهٔ قاره ایی کم چگال همراه گردد به شکل شناور به سطح زمین بازگردند [مرمر، متاپلیت و سایر سنگ‌های حواشی قاره ایی).
اعتقاد بر این است که فقدان قدمت شیست‌های آبی پیش از ابردوران پیشین زیستی مبین این است که سنگ‌های رخنمون یافته پیش از ۱۰۰۰ میلیون سال پیش هرگز در مناطق فرورانشی به رخساره شیست آبی نرسیده‌اند. این ادعا مسلماً نادرست می‌باشد، زیرا پوستهٔ اقیانوسی اولیه حاوی مقادیر بیشتری از منیزیم به نسبت پوستهٔ فعلی است و بنابراین می‌توانسته سنگ‌های شبه شیست سبزی را در رخسارهٔ شیست آبی شکل دهد.

## تاریخچه و واژه‌شناسی
بین سال‌های ۱۶۰۰ تا ۱۶۵۰ قبل از میلاد در Minoan Crete، از شیست سبز و شیست آبی برای هموار نمودن خیابان‌ها و حیاط خانه‌ها استفاده می‌شد. به احتمال زیاد این سنگ‌ها از سواحل شمالی کرت مرکزی در Agia Plagia استخراج می‌شده‌است.
در سال 1962 Edgar Bailey از مؤسسه تحقیقات زمین‌شناسی ایالات متحده، مفهوم شیست آبی را به زمین‌شناسی دگرگونی ربط داد. تعریف دقیق وی این بود که پایداری شرایط فشار و دمای این گونه از سنگهای دگرگونی را ایجاد می‌نماید.